# Lars Irgens Petersen
Lars Irgens Petersen (født 28. august 1975 i Taastrup) er en dansk mand, der den 15. maj 2007 i Østre Landsret blev idømt fængsel på livstid for drab, usømmelig omgang med lig og indsmugling af 13 tons hash. Han ankede dommen til Højesteret, hvor dommen blev stadfæstet. Siden forsøgte han gentagne gange at få sagen genoptaget ved Den Særlige Klageret for at blive frikendt for drabet, men han fik afslag på at få sagen rejst. I 2011 havde han gået en gårdtur med en af fængslets psykologer, hvor han havde fortalt om drabet og dermed brudt med års løgn.
I 2003 deltog Lars Petersen i en smugleraktion, hvor 13 tons hash sejles fra Marokko til Danmark. I forbindelse med smugleraktionen begår han drabet på Kim Simonsen, hvis plads Lars Petersen angiveligt ville overtage i den kriminelle organisation. Den organisation, som indsmuglede de 13 ton hash. Hashen blev landsat på Orø i 2003 fra kapsejleren "Atlantic Privateer". Kim Simonsens lig blev i august 2005 fundet nedgravet ved en nedlagt ålefarm i Lynge i Nordsjælland. Petersen blev fængslet i 2004 og sigtet for blandt andet indsmugling af 13 tons hash fra Marokko til Danmark og forsøg på indsmugling af 500 kilo kokain. I november 2007 blev Claus Malmqvist dømt for at organisere og planlægge indsmuglingen af de 13 tons hash og for forsøg på at indsmugle et halvt ton kokain. Efter Lars Petersens livstidsdom blev han sat til afsoning i Vridsløselille Statsfængsel, men han ønskede at skifte miljø og fik tilladelse til at afsone i Anstalten ved Herstedvester.
I 2018 udgav han bogen "Alle vil jo bare elskes" sammen med leder af Menighedsfakultetet Thomas Bjerg Mikkelsen. I Viaplays dramatiserede dokumentarserie The Viking - Narkokongens fald bliver han spillet af skuespiller Nicolai Jørgensen.